# Kehlen
Kehlen (lussemburghese: Kielen) è un comune del Lussemburgo occidentale. Fa parte del cantone di Capellen, nel distretto di Lussemburgo.
Nel 2005, la città di Kehlen, capoluogo del comune che si trova al centro del suo territorio, aveva una popolazione di 1 627 abitanti. Le altre località che fanno capo al comune sono Dondelange, Keispelt, Meispelt, e Nospelt.